# Conchita Núñez
Mª de la Concepción Núñez Garrido (1943 -  26 de junio de 2009) fue una actriz española.

## Biografía
Sus inicios profesionales se sitúan en la radio desde la década de 1950, aunque a principios de los 60 se pasó a la interpretación. Compaginó espectáculos de variedades, entre los que puede citarse Señorío del cante (1964), con El Príncipe Gitano y Pepe da Rosa, en el que demostró sus dotes para la canción con obras de teatro, como Eloísa está debajo de una almendro (1963), de Enrique Jardiel Poncela, junto a Alfonso del Real, No entiendo a mi marido (1968), de Alan Ayckbourn, con Isabel Garcés y José Sacristán, La sopera (1972), de Robert Lamoureux y varias obras de Alfonso Paso: Educando a un idiota (1965), con Juanjo Menéndez, Una monja (1968), Nerón-Paso (1969), El armario (1969), con Pastor Serrador, y Tú me acostumbraste (1970), con Aurora Redondo.
Rodó una decena de películas, de las cuales cabe mencionar Valiente (1964), de Luis Marquina, Proceso a la ley (1964), de Agustín Navarro y Las cicatrices (1967), de Pedro Lazaga, de ambiente taurino: La primera con Jaime Ostos y la tercera con Pedrín Benjumea.
Pese a esta trayectoria, el público español la reconoce no tanto por su rostro, como por su voz. Iniciada en el doblaje desde los años 60, y en exclusiva desde 1973, dedicó más de 40 años de trayectoria profesional (hasta pocos meses antes de su fallecimiento) a esta faceta de la interpretación en cine y televisión. Suyas son las voces de personajes de célebres personajes de dibujos animados, como Pedro, el cabrero, en Heidi; Concetta en Marco, de los Apeninos a los Andes (1976); Pedrito en Érase una vez... el hombre (1978); Kira en Érase una vez... el espacio (1982);o Tom Sawyer en Las aventuras de Tom Sawyer (1980) Nobita Nobi enDoraemon (películas) (1981) además de doblar, entre cientos de otra, a las actrices Carole André (Mariana), en Sandokán (1976), Linda Evans (Krystle Carrington) en Dinastía (1982), Victoria Principal (Pamela Ewing) en Dallas (1989), Joanna Cassidy (Margaret Chenowith) en A dos metros bajo tierra (2004) y Lesley Ann Warren (Sophie Bremmer) en Mujeres Desesperadas  (2004 y 2005)